# Anaphothrips luteus
Anaphothrips luteus är en insektsart som beskrevs av Nakahara 1995. Anaphothrips luteus ingår i släktet Anaphothrips och familjen smaltripsar. Inga underarter finns listade i Catalogue of Life.